# Camerano
Camerano is een gemeente in de Italiaanse provincie Ancona (regio Marche) en telt 7174 inwoners (31-12-2019). De oppervlakte bedraagt 19,8 km², de bevolkingsdichtheid is 336 inwoners per km².
De volgende frazioni maken deel uit van de gemeente: Aspio, San Germano.

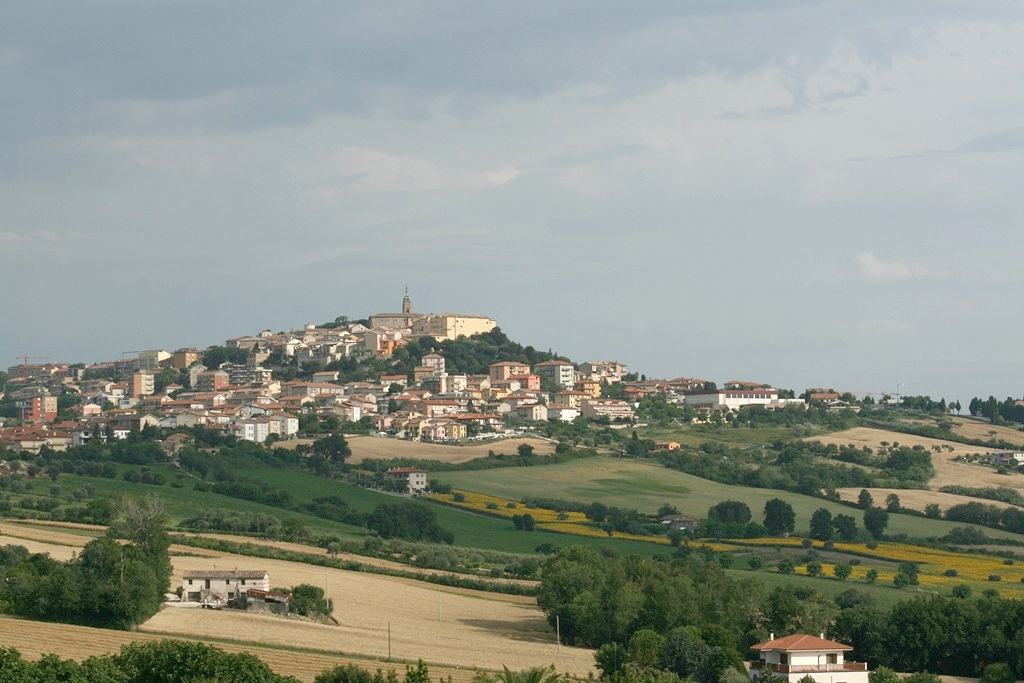
Camerano
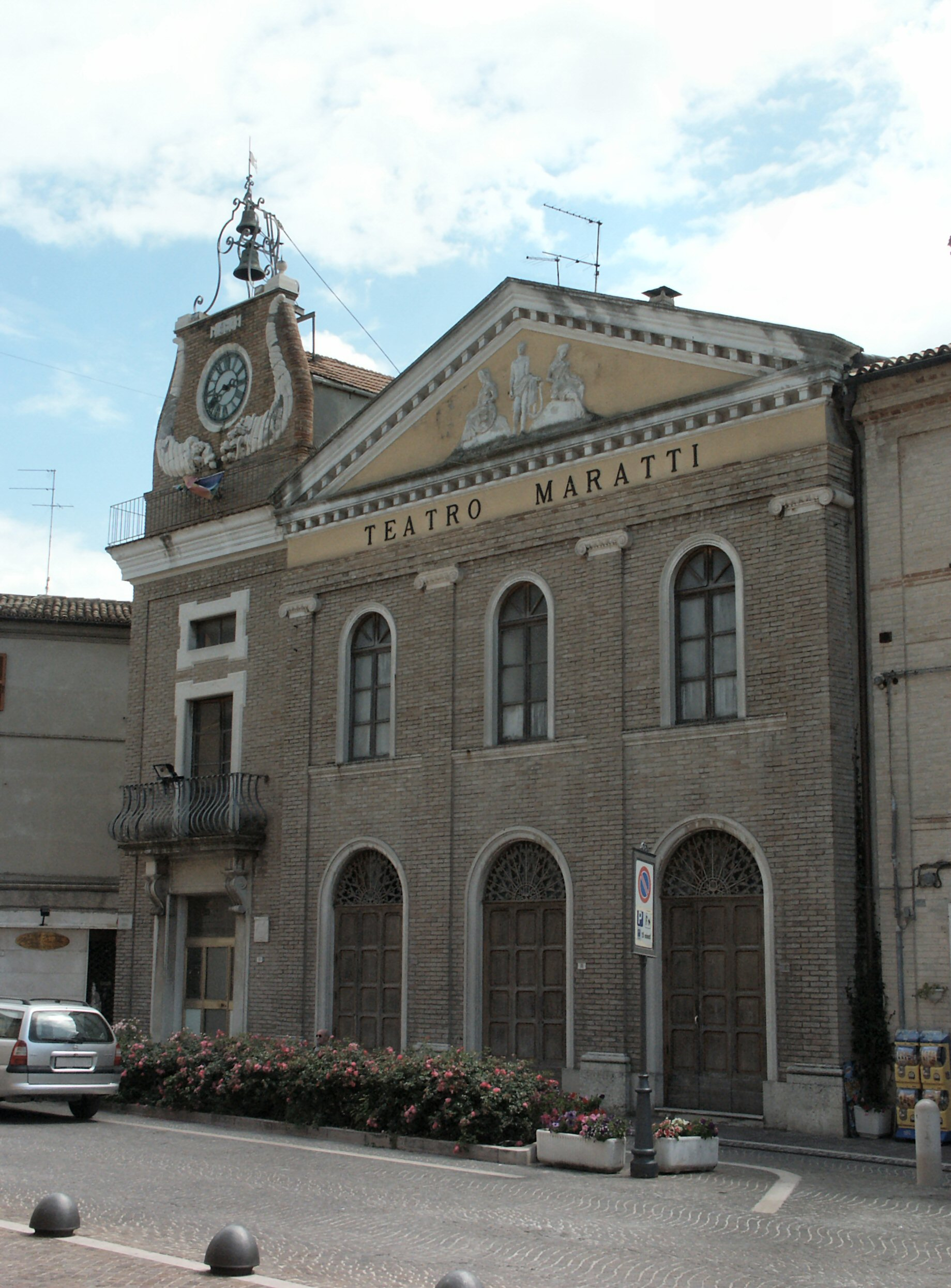
Theater Maratti, Camerano

## Demografie
Camerano telt ongeveer 2410 huishoudens. Het aantal inwoners daalde in de periode 1991-2001 met 1,4% volgens cijfers uit de tienjaarlijkse volkstellingen van ISTAT.
| Jaar | Inwoneraantal |
| ---- | ------------- |
| 1991 | 6618          |
| 2001 | 6523          |

## Geografie
De gemeente ligt op ongeveer 231 m boven zeeniveau.
Camerano grenst aan de volgende gemeenten: Ancona, Castelfidardo, Osimo, Sirolo.

## Trivia
De fabriek van het accordeonmerk Accordiola Camerano was in Camerano gevestigd.